# Цар Срба и Ромеја
Цар Срба и Ромеја (грч. Bασιλεὺς καὶ αὐτoκράτωρ Σερβίας καὶ Pωμανίας) је била царска титула коју су користили током постојања Српског царства само два монарха, Стефан Урош IV Душан и Стефан Урош V Немањић.

## Историја
Стефан Душан се прогласио за цара 1345. године, а 16. априла 1346. године су га крунисали патријарх српски, патријарх бугарски и архиепископ охридски. Његову титулу је признала Бугарска и остале околне земље, али не и Византија. Душанова титула је према византијском узору била Στέφανος ἐν Χριστῷ τῷ θεῷ πιστὸς βασιλεὺς καὶ αὐτoκράτωρ Σερβίας καὶ Pωμανίας или на старословенском, уз поједине измјене, Стефанъ въ Христа бога вѣрни царъ Србълѥмъ и Гръкомъ.
Када је Стефан Душан под неразјашњеним околностима умро 1355. године, његов син Стефан Урош је понео титулу цара Срба и Ромеја, али је стриц новог цара, Синиша Урош, оспорио његово право на пријесто, па сам себе прогласио царем Срба и Ромеја и са том је титулом владао државом са сједиштем у Тесалији. Након Синишине смрти, његов син Јован Урош је наставио користити ову титулу све док се није 1370. године замонашио.
Титула се престаје користити 1371. године када српска владарска династија Немањић нестаје. Вукашин Мрњавчевић, српски великаш, понио је титулу краља Срба и Ромеја, која је остала у употреби до смрти Вукашиновог сина Марка 1395. године. Твртко I бан Босне се такође прогласио за краља и користио је титулу краљ Срба, Босне, Далмације, Хрватске и Приморја, док је сама Србија остала под влашћу локалних великаша.
У народној књижевности кнез Лазар Хребељановић се понекад назива царем, иако ту титулу никада није носио.

## Цареви Срба и Ромеја
| Династија | Владар       | Раздобље    | Слика        |
| --------- | ------------ | ----------- | ------------ |
| Немањићи  | Стефан Душан | 1346.—1355. | Стефан Душан |
| Немањићи  | Стефан Урош  | 1355.—1371. | Стефан Урош  |